# 加永 (大西洋比利牛斯省)
加永（法語：Gayon，法語發音：[ɡajɔ̃]）是法国大西洋比利牛斯省的一个市镇，属于波城区。

## 地理
加永（43°28'56"N, 0°10'11"W）面积3.95 平方千米，位于法国新阿基坦大区大西洋比利牛斯省，该省份为法国东南部省份，涵盖了贝阿恩与北巴斯克，西临大西洋比斯開灣，北至朗德省，东北接热尔省，东临上比利牛斯省，南与西班牙接壤。
与加永接壤的市镇（或旧市镇、城区）包括：阿里科-博尔德、卡斯蒂永（朗贝县）、拉隆格、莱斯皮耶勒、维亚莱。

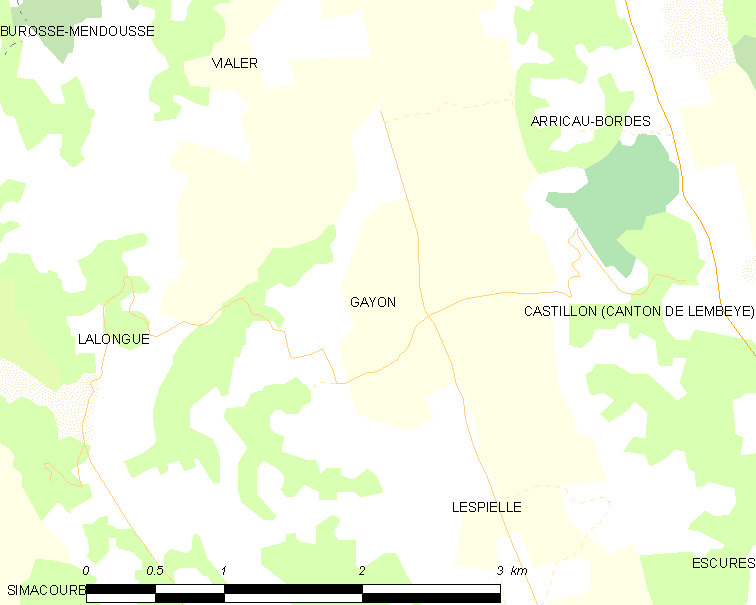
的OSM定位图

加永的时区为UTC+01:00、UTC+02:00（夏令时）。

## 行政
加永的邮政编码为64350，INSEE市镇编码为64236。

## 政治
加永所属的省级选区为吕伊河土地和维克比伊山坡县。

## 人口

1962-2008年间人口变化图示

加永于2022年1月1日时的人口数量为55人。